# Christentum schlechthin
Christentum schlechthin ist der Titel, unter dem das christlich-apologetische Werk des britischen Literaturwissenschaftlers und Schriftstellers C. S. Lewis erstmals in deutscher Sprache erschien, dessen Originaltitel Mere Christianity lautet und das als Klassiker der Apologetik gilt. Neuere deutsche Ausgaben tragen den Titel Pardon, ich bin Christ und den Untertitel „Meine Argumente für den Glauben“.

## Entstehungsgeschichte
Das Buch geht zurück auf eine Reihe von Radioansprachen, die der erklärte Feind dieses Mediums Lewis 1943 als moralischen Beitrag zum Zweiten Weltkrieg für die BBC hielt. 1944 verweigerte Lewis die Fortsetzung der Vortragsreihe mit der Begründung, er habe „alles gesagt“. Die Mitschriften seiner Vorträge erschienen zunächst in drei Bänden mit den Titeln The Case for Christianity, Christian Behaviour und Beyond Personality. Erst 1952 wurden sie unter neuem Titel zusammengefasst.

## Intention
Lewis’ Intention war, die gemeinsamen Grundlagen der oft zerstrittenen christlichen Denominationen hervorzukehren. Dem entspricht auch der Titel der Originalausgabe, deren wörtliche Übersetzung „schieres Christentum“ lautet. Dabei wendet er sich sowohl an Menschen eher niedrigen Bildungsstandes als auch an die Intellektuellen seiner Zeit, aus deren Sicht die Sprache der offiziellen Theologie sich von den eigentlichen Inhalten des Glaubens entfernt hatte.

## Ausgangspunkte
Dabei geht er von der Existenz eines „natürlichen Sittengesetzes“ aus, einer „Regel betreffend richtig und falsch“, deren Grundzüge intuitiv allen Menschen bekannt sei und deren Grundsätze gemeinhin akzeptiert seien. Dieses Gesetz fasst er als eine vom Menschen nicht geschaffene, sondern vorgefundene Realität auf (siehe auch Naturrecht), das sich allerdings insofern von einem Naturgesetz unterscheide, als der Mensch imstande sei, es zu ignorieren oder zu brechen. Nach Lewis ist dies das einzige Gesetz, das der Mensch aus sich selbst heraus kenne und das sich ihm nicht erst durch Beobachtung offenbare. Als Beispiel für die allgemeine Bekanntheit des Sittengesetzes zu allen Zeiten und in allen Kulturen führt Lewis an, dass die Strafen für Diebstahl sich zwar unterschieden, nirgendwo und nirgends aber die eigenmächtige Aneignung fremden Hab und Gutes gar nicht bestraft werde. Erst die Bestürzung, die den Menschen erfasse, wenn er begreife, dass er aus eigener Kraft unfähig ist, die unerbittlichen Anforderungen des Sittengesetzes zu erfüllen, ermögliche es ihm nach Lewis überhaupt, den christlichen Glauben zu verstehen. Ohne diese Einsicht bleibe dem Menschen das Christentum danach unweigerlich verschlossen.
Daneben stellt Lewis aufgrund der menschlichen Erfahrung des Numinosen die These auf, dass, da für alle sonstigen menschlichen Bedürfnisse die Mittel zu ihrer Befriedigung existierten, der Mensch nicht Sehnsucht nach Gott haben könne, wenn dieser nicht ebenfalls existiere.